# Língua chimané
A língua chimané (tsinsi' mik ou khaei'si' mik), também conhecida como  tsimane, tsimané ou chimane, é uma das línguas oficiais do Estado Plurinacional da Bolívia e faz parte da pequena Família Linguística Mosetena, a qual conecta, além do chimané, o mosetén e seus dois dialetos: mosetén de Santa Ana e mosetén de Covendo. O chimané é falado pelo povo chimané (ou tsimane'), o qual habita, majoritariamente, a região da Cidade de San Borja, localizada no Departamento de Beni, e intermediação do Rio Maniqui, próximo à cidade. O tsimané é uma das poucas línguas originárias da Bolívia cujo número de falantes, atualmente de 4 a 8 mil nativos, está em índice de crescimento, fruto de uma cultura monolinguísta entre o povo chimané. Apesar disso, ainda é classificada como "Vulnerável" pela UNESCO, realidade adversa em relação às outras línguas da família mosetena, classificadas como "Severamente em Risco".

## Etimologia
As construções tsinsi' mik e khaei'si' mik, endônimos da língua chimané para se referir à própria língua, traduzidos, respectivamente, como 'nossa língua' e 'língua de um só' em português. A partícula tsinsi', em chimané, funciona como pronome possessivo 'nosso/nossa', assim como a partícula khaei', a qual pode ser um pronome possessivo que, unido ao sufixo pronominal feminino -si', atribui a posse do substantivo mik, o qual apresenta significado de língua, idioma ou fala.
As diversas maneiras de se referir à língua chimané, sendo eles tsimane, tsimané e chimané, advêm de uma mesma explicação histórica: representar a forma com que os falantes e povo são reconhecidos. A introdução do termo 'chimané' ocorreu, de forma documental, durante as Missões Jesuíticas na América no ano de 1621, fato marcante na história tsimané. O missionário franciscano Gregório de Bolívar se referiu aos falantes como indígenas 'chumanos'  e, a partir dessa documentação, a nomenclatura foi se alterando nos demais registros até concretizar-se no modo com que nos referenciamos atualmente. Já o termo 'tsimane' tem uma relação direta com o endônimo, sendo ele uma forma ocidentalizada de representar o modo originário de se referir à língua com base nas formas alternativas tsinsisi ou tsinsis.

## Distribuição

Família chimané no Rio Maniqui ao Noroeste da Bolívia

### Distribuição geográfica
Os falantes chimanés, compostos predominantemente por nativos, se concentram na região plana do Departamento de Beni, permeando a cidade de San Borja e rios próximos, como o Rio Beni e Maniqui, vivendo em comunidades nas áreas de reserva e terras comunitárias indígenas, a exemplo da Comunidade de Associação de Quiquibey e Pilón Lajas, reserva ecológica e corredor ecológico localizada no departamento de La Paz. Existem, além dos nativos de San Borja, falantes presentes nos municípios de San Ignacio de Moxos, Rurrenabaque e Santa Ana de Yacuma, todos no Departamento de Beni. A concentração geográfica, diferente das demais línguas mosetenas, é resultado da vegetação local, a qual, por ser uma planície pantanosa, gerou dificuldade para a chegada de Missões Jesuítas na região e a possível evasão espacial.

### Dialetos e línguas relacionadas
O chimané, por muito tempo, foi considerado um dialeto da língua mosetén, junto do mosetén de Santa Ana e mosetén de Covendo, por apresentar uma próxima similaridade fonética e vocabular, apenas se distanciando no campo gramatical. Entretanto, atualmente pode-se considerar o chimané e mosetén como duas línguas distintas de uma mesma família linguística, composta por dois principais dialetos, tornando o chimané uma língua sem variações, mas com uma inteligibilidade ao comparar-se com suas línguas relacionadas, principalmente com o mosetén de Santa Ana.
O ponto-chave para a classificação do chimané como uma língua própria foi, além dos estudos linguísticos, o parâmetro antropológico e histórico. Os chimanés e moseténs se consideram, por razões religiosas e culturais, povos distintos que não disfrutam da mesma língua, mas, da mesma forma, ambos reconhecem a similaridade antiga existente e se chamam de chaetidye' (em português, 'pessoas emparentadas').
Ao se tratar da família mosetena, o consenso a classifica como americana, mas isolada das demais famílias latinas pela sua singularidade gramatical. Porém, no decorrer da história, alguns linguistas e historiadores já tentaram sugerir alternativas de famílias para associar ás línguas mosetenas. Cronologicamente, o Swadesh (1960) associou a família mosetena ao Macro-Quechua, mas, posteriormente (1963), configurou-a à família Mosetén-Chonan, afirmando que exista cerca de 34% do léxico de ambas famílias compartilhados. Suárez (1973) considerou válida, mas superficial, a relação com o Chon, associando o Yuracare ao Chon e mosetén, mas a agrupou, sobretudo, com as línguas Paco-Tacananas a partir de uma lista de possíveis cognatos que compartilham. Em 1977, Suárez atualizou o agrupamento moseteno e identificou uma possível relação com o Uru (Uchumataqu, língua perdida do povo Uru) e Amuesha (ou Yanesha') advinda de uma lista de palavras presentes nas línguas. Já na raiz genética, o povo chimané tem ligação direta com os quíchuas pelo DNA Mitocondrial. No entanto, apesar de não serem línguas diretamente agrupadas, classificações gramaticais chimanés, como a primeira pessoa do plural, receberam provável influência quíchua.

### Tabela comparativa
O chimané e mosetén, apesar de serem línguas estreitas na família mosetena, apresentam, dentre as características linguísticas, divergências gramaticais, fonéticas, vocabulares e ortográficas.
|        | Mosetén | Chimané |
| ------ | ------- | ------- |
| Língua | nem     | nem     |
| Dente  | moñin   | modyin  |
| Mão    | uñ      | unya'   |
| Água   | oxñi    | ojñi'   |
| Fogo   | tsi     | tśij    |
| Lua    | ivua    | ivaj    |
| Casa   | aka     | aca'    |
| Mulher | pen     | ṕen     |
| Jaguar | itsiki  | ítsiquí |
| Milho  | tára    | tára    |
| Um     | irit    | yiri'   |
| Dois   | pára    | pärä    |
| Três   | chibin  | chibin  |

## História

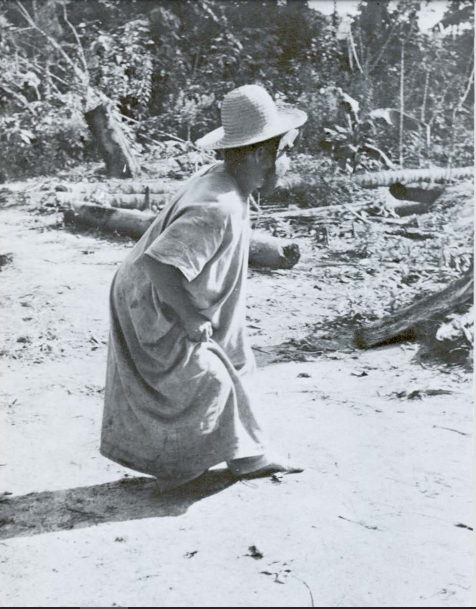
Criança chimané utilizando máscara numa dança cultural

A língua chimané, ao decorrer do tempo, pouco sofreu alterações, seja pela falta de dialetos, seja pela de empréstimos linguísticos de colonizadores ou tribos vizinhas. Essa realidade reflete a característica territorial e cultural do povo tsimané, de tal forma que, por localizarem-se num ambiente plano, pantanoso e isolado, poucas Missões Jesuítas puderam se instalar concretamente na área de habitação chimané. Fato que, aliado às origens guerrilheiras, religiosas e isolada, propiciou uma menor corrente variante da língua e povo. Questões totalmente divergentes quanto a língua mosetén, que, por estarem localizadas predominantemente nas terras altas bolivianas, receberam forte influência do espanhol por quase 200 anos e de línguas vizinhas na formação linguística moderna.
Apenas em 1693, mais especificamente no dia 10 de Outubro, com a fundação da Missão de San Borja pelos jesuítas Francisco de Borja e Ignacio Sotomayor, os chimanés puderam ter desenvolvido um contato com a língua europeia e vizinhas, já que, nessa missão, os jesuítas incluíram na mesma região moseténs, tsimanés, moxos e até movimas. Após o fim da missão os demais povos se distribuíram pelas terras bolivianas e os chimanés permaneceram, circundando as terras de San Borja até os dias de hoje, sendo reconhecidos, especialmente, pelas suas túnicas de algodão brancas.

### História da documentação
O primeiro registro sobre o povo chimané é datado de 1621 pelo franciscano Gregório de Bolívar, o qual referiu-se a eles como índigenas 'chumanos'. Devido ao demorado processo de distinção do mosetén e chimané, a grande parte dos materiais linguísticos chimanés apenas irão aparecer, após um salto temporal de quase 360 anos, em 1978 pelo alemão Jurgen Riester, o qual registrou canções e histórias na língua. No início dos anos 80, Wayne Gill, protestante norte americano, participou da Missão Evangélica Novas Tribos, organização voltada para o contato com línguas e povos que não disfrutam de uma tradução da bíblia, mantendo contato, prestando suporte e conhecendo a língua nativa. Gill aprendeu o chimané, traduziu o Novo Testamento e partes do Antigo e desenvolveu uma proposta de sistema de escrita para a língua, a qual foi aceita pela comunidade tsimané. Além do sistema de escrita, Gill produziu um dicionário chimané-Espanhol, um chimané-Inglês, que, em 1999, apreciava mais de 5000 palavras, e um manuscrito "Teach-yourself-chimané" para auxiliar os demais missionários na região, contendo informações gramaticais, frases triviais e religiosas. De 1987 até 1994, com o auxílio de Perez Dies entre 1989 e 1990, a argentina Eusebia H. Martin desenvolveu algumas notas linguísticas sobre o chimané.
As documentações mais recentes se baseiam em dois autores: Gran Consejo Tsimane' e Jeanette Sakel. O conselho chimané produz, desde de 1999, livretos culturais e linguísticos acerca do chimané, tornando os materiais atualizados e vivos, seja em ambiente virtual, seja em físico. Jeanette Sakel, linguista britânica, produz, desde 2003, a partir de sua tese de doutorado, materiais gramáticos e históricos torneando a língua chimané, como de exemplo o livro "A Grammar of Mosetén", o qual destrincha parte da cultura, gramática, fonologia e ortografia da família mosetena.
No geral, o campo de pesquisa do chimané se baseia em dois grupos de fonte primária, sendo eles de exploradores e viajantes, os quais passaram pela região e registraram listas de palavras, textos e materiais relacionados, e missionários, os quais conviveram com o povo e traduziram termos e produziram materiais gramaticais descritivos.

### História do ensino da língua

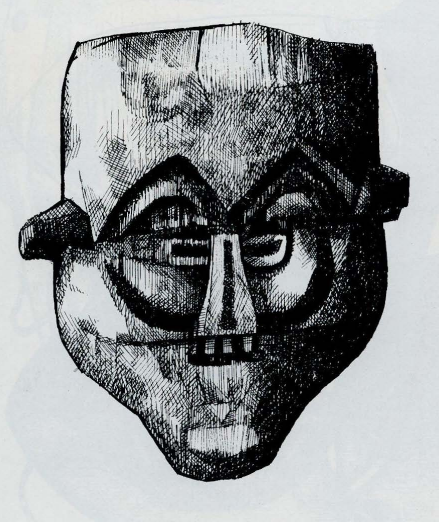
Máscara chimané utilizada para representar Opo, espírito das matas e florestas. Esculpida em pau balsa e tingida nas cores preto e violeta

A língua chimané, sendo uma das poucas línguas originárias com um índice de crescimento no número de falantes, apresenta práticas que preservam, tanto a cultura quanto o ensinamento da língua para as futuras gerações. O estudo educacional do chimané iniciou-se, formalmente, a partir da introdução do sistema de escrita proposto por Gill em 1988, em escolas destinadas ao ensino integral da língua chimané às demais gerações. A conduta aplicada às escolas é responsável pela maior adoção do monolinguísmo, além dos idosos, pela população jovem que, devido ao maior contato do povo tsimané com turistas, agentes governamentais e cidadãos externos, tem sido influenciada também pelo castelhano. A realidade chimané atual compreende mais de 30 escolas, geridas pelo Gran Consejo Tsimane' e pela Missão Evangélica Novas Tribos, dedicadas ao o ensino da língua para a comunidade local, além de materiais informativos produzidos pelo conselho tsimané, organização composta por membros nativos chimanés para a produção educacional e cultural do povo, a exemplo do livreto "Aprenda Tsimane'", disponível virtualmente.
Além da questão escolar, as questões culturais também proporcionam o uso ativo da língua no dia-a-dia e estão marcadas na vivência chimané. Um exemplo aplicado da cultural tradicional chimané é a utilização de máscaras esculpidas em madeira, normalmente de balsa ou cedro e pintadas de preto (carvão vegetal) e violeta, nas cerimônias e festejos. As máscaras representam, em sua maioria, o espírito das matas e florestas, Opo, mas podem representar igualmente diversos animais, como onça, porco do mato e diversas aves com a utilização de dentes dos animais incrustados nas máscaras em destaque e o significado especial atribuído pela cultura às orelhas presentes no sentido de ouvi-las. A utilização das máscaras acontece após uma boa caçada numa cerimônia marcada por dança e encenação, assim como pode ser utilizada pelos chimanés mais velhos de modo espiritual e privado. As pinturas são, além do uso nas máscaras, presentes em outras situações do cotidiano chimané, como em canoas, vestuário, bonecas e na arte rupestre.

## Fonologia
A fonologia do chimané é composta por 6 pares fonéticos vocálicos e 24 fonemas consonantais sem apresentar tons. A construção de esquemas consonantais e vocálicos, assim como na estrutura silábica, se assemelha com as línguas latinas, a exemplo do uso de bases mínimas para a inclusão vocálica e a estrutura de sílabas (C)V(C).

### Consoantes
Os inventário de fonemas consonantais chimané não apresenta variações. Sendo os fonemas p, t, tʲ (escrito como ty), k (escrito como c ou qu), pʰ (escrito como ṕ), kʰ (escrito como ć ou q́u), b, d, dʲ (escrito como dy), f, s, ʃ (escritos como sh), x (escrito como j), h (escrito como j), ts, tʃ (escritos como ćh), tsʰ (escrito como tś), tʃʰ (escrito como ch), m, n (escrito como n ou n'), ɲ (escrito como ñ), r e as aproximantes ʋ (escrita como v) e j (escrita como y). Além dessas, outras duas consoantes l e g existem, mas apenas em casos de empréstimos linguísticos e nomes do espanhol, logo, não fazem parte do inventário chimané.
|                   |                     | Bilabial / Labiodental | Dental-alveolar | Palatal | Velar | Glotal |
| ----------------- | ------------------- | ---------------------- | --------------- | ------- | ----- | ------ |
| Oclusiva          | Desvozeada          | p                      | t, tʲ           |         | k     | ʔ      |
| Oclusiva          | Desvozeada aspirada | pʰ                     |                 |         | kʰ    |        |
| Oclusiva          | Vozeada             | b                      | d, dʲ           |         |       |        |
| Fricativa         | Fricativa           | f                      | s               | ʃ       | x     | h      |
| Africada          | Africada            |                        | ts              | tʃ      |       |        |
| Africada aspirada | Africada aspirada   |                        | tsʰ             | tʃʰ     |       |        |
| Nasal             | Nasal               | m                      | n               | ɲ       |       |        |
| Vibrante          | Vibrante            |                        | r               |         |       |        |
| Aproximante       | Aproximante         |                        | ʋ               | j       |       |        |

Características especiais são a palatalização e aspiração, presentes nos exemplos:
- [mitʲiʔ] - 'seu masculino (coisa)' - Palatalização

- [tʃʰoʔji] - 'ele salta muitas vezes' - Aspiração

Todas as consoantes podem aparecer no início e fim de sílabas.

#### Oclusiva glotal
É um fenômeno à parte dos demais pois, além de fazer parte da estrutura silábica chimané, aparece apenas no final das sílabas.
- [jiʔ] 'ela diz'

- [ji] 'ele diz'

A oclusiva glotal /ʔ/ poderá aparecerá fora do final silábico apenas caso esteja acompanhada das consoantes nasais /m/, /n/ ou da vibrante /r/.
- [kʰinʔdʲemʔ] 'finalmente'

#### Plosiva /d/
A plosiva /d/ tem uma aparição rara na construção silábica chimané, visto que apenas ocorre acompanhado das vogais /ɘ/ ou /ɘ̃/ que estão seguidas das consoantes /r/, /x/, /ʔ/ ou numa sílaba (C)V.
- [dɘr] 'bebê'

- [dʲam] 'pequeno'

- [ham] 'não'

- [boɲiʔ] 'ela toca a flauta'

- [soɲiʔ] 'homem'

#### Fricativas
As fricativas apresentam apenas um caso especial formado pelo fonema /h/, constituído pela fricativa velar [x] e uvular [h]. De forma que apareça [h] apenas em casos de início de sílaba e [x] em casos de final de sílaba.
- [hoɲiʔ] 'palma'

- [soɲiʔ] 'homem'

- [mix] 'rocha'

- [mi] 'você'

### Vogais
As vogais chimanés são separadas em pares, sendo, ao todo, 6 pares vocálicos, cada um dividido entre as vogais orais e nasais.
|             | Anterior | Central | Posterior |
| ----------- | -------- | ------- | --------- |
| Fechada     | i / ĩ    | ɨ / ɨ̃   |           |
| Semifechada | e / ẽ    |         | o / õ     |
| Média       |          | ə / ə̃   |           |
| Aberta      |          | a / ã   |           |

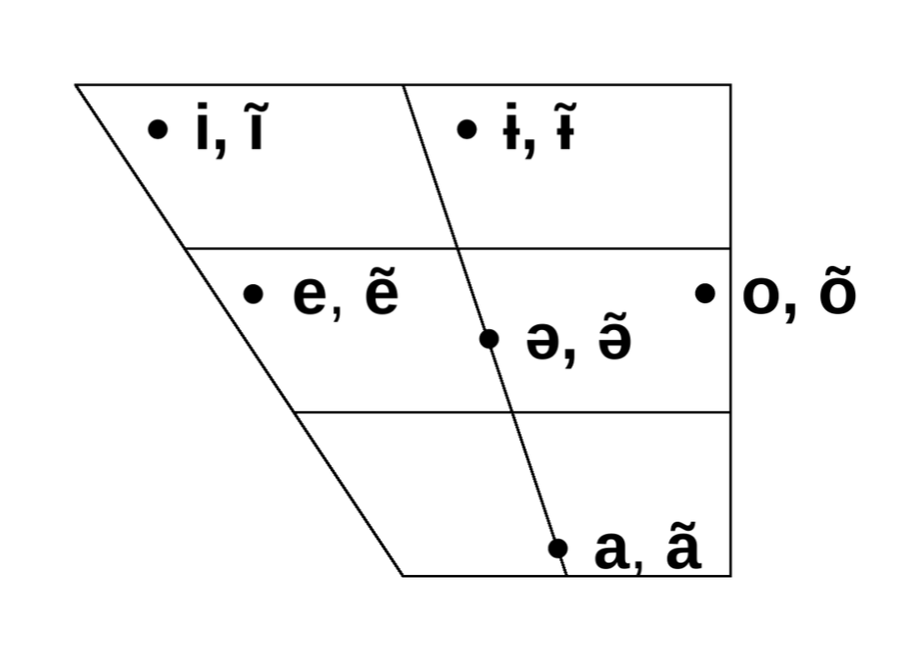
Gráfico dos fonemas presentes na lingua chimané seguindo o modelo IPA Chart

O chimané tem 6 vogáis orais, sendo elas i (com o alófono ɪ), e, a, ə, ɨ, o (com os alófonos u / ɔ), além das 6 vogais nasais ã, õ, ə̃, ɨ̃, ĩ, ẽ. Todas podem ser geralmente vistas em todos os tipos de sistemas silábicos V, (C)V, V(C) e (C)V(C) (C = consoante / V = vogal) como também com seus contrastes fonéticos.

#### Fonema /i/
/i/ é uma vogal com dois alófonos, [i] e [ɪ]. Ambas aparecem nas construções fonéticas, mas com uma diferença de comprimento vocálico. Na forma básica [i] e [ɪ] existem, mas na forma longa, apenas existe [ii]. O uso de [ɪ] é, de certa forma, incomum pela sua aparição apenas precedendo fricativas ou africadas.
- [dʲɪx-] 'tomar um banho'

- [tipih] 'pedaço'

- [təpəh] 'pequeno pedaço'

- [jime-] 'cantar algo'

- [jəme-] 'gostar de algo'

#### Fonema /ĩ/
/ĩ/ é uma variação nasal separada do fonema /i/. O fonema, assim como /i/, apresenta variação de comprimento similar. Sendo na forma longa /ĩĩ/ e na forma básica /ĩ/, não existindo o alófono [ɪ̃] na forma básica.
- [ãʋãʔ] 'criança'

- [ĩʋĩʔ] 'pequena criança'

- [tʃɪ:ĩjete] 'alguém conhece ele'

#### Fonema /o/
/o/ é uma vogal com três alófonos, [o], [u] e [ɔ]. Na maioria dos casos, o uso será composto pelo alófono [o]. O [u] será utilizado em alguns casos específicos, como em 'na montanha' [ruktʃeʔ]. Já o [ɔ] será composto apenas quando /o/ for acompanhado de uma fricativa na mesma sílaba.
- [jɔʃropai] 'obrigado'

- [poroma] 'há tempos'

- [pərəʔ] 'dois'

#### Fonema /õ/
/õ/ é uma variação nasal separada do fonema /o/. Apresenta, inclusive, os mesmos alófonos, mas na forma nasal [õ], [ũ] e [ɔ̃]. Assim como na forma oral, o [ũ] será raro de se encontrar nos esquemas vocabulares. O [ɔ̃] também sofrerá as mesmas configurações de sua forma oral, mas apenas se a sílaba consonantal final for fricativa.
- [mõʔ] 'ela'

- [miʔ] 'ele'

- [ɔ̃xɲĩʔ] 'água'

#### Fonema /ɨ/
/ɨ/ é uma vogal central fechada oral não arredondada presente apenas no chimané e mosetén de Santa Ana, substituindo os fonemas /i/ e /ə/, assim como sua forma nasal /ɨ̃/.
- [tʃʰɨti tsɨn] 'nós brigamos'

### Ditongo
Existem ditongos na fonologia chimané e são utilizadas as semivogais/aproximantes /j/ e /ʋ/ em coda silábica. Podendo associar-se a todos os pares vocálicos tanto na forma oral quanto nasal. Não existe outra forma de ditongo sem utilizar as aproximantes.
- [aj] [tʃʰajʔ] 'ir abaixo'

- [ãj] [tʃʰãjʔ] 'vomitar'

### Fenômenos Fonológicos
A estrutura silábica padrão do chimané é composta pela sequência (C)V(C)(ʔ), ou seja, vogal seguida ou precedida por consoantes com uma glotal final. A estrutura pode ser alterada pela ação de dois fenômenos: a assimilação vocálica e a harmonia nasal.

#### Assimilação vocálica
A assimilação vocálica é um processo que, pela escolha de sufixos, altera as vogais presentes nas construções verbais. A assimilação acontece, principalmente, em verbos com marcas verbais inflexíveis, como as marcas -ti- (nós em forma de sujeito) e -sin' (nós em forma de objeto). As marcas -ti- e -sin' transformam as vogais presentes em /i/. Nem todas as marcas tem função de assimilação vocálica, como -te (objeto indefinido).
- jebe-te - 'ele o come'

- jibi-ti-' - 'nós o comemos'

- mä-te - 'ele o frita'

- mi-ti - 'nós o fritamos'

Existe, no entanto, um caso especial para a assimilação vocálica. Caso o verbo contenha a vogal /i/ em sua formação, a vogal será substituida por /ä/ como prioridade.
- yajqui-te - 'alguém o deixou lá'

- yajcä-ti - 'nós o deixamos lá'

Existem marcas além das direcionadas à 1° Pessoa do Plural, como as direcionadas para a 1° e 2° Pessoa do Singular -ti' e -n, que significam, respectivamente, 'você atua em mim' e 'alguém atua em mim, você e nós'. Porém, são menos aplicadas no dia-a-dia chimané.

#### Harmonia nasal
A harmonia nasal é um processo que ocorre na presença de uma vogal nasal na formação das palavras, alterando a cadência dos demais sufixos ou prefixos adicionados à palavra central. De forma que, caso uma palavra seja ou esteja composta por vogais nasais, todos os demais afixos adicionados deverão corresponder ao formato.
- jätyï-' - relaxar

- -ji' - prefixo causativo

- jį’-jätyį - 'fazer um/alguém relaxar'

Além da palavra ser composta por vogais nasais, existem, na harmonia nasal, consoantes nos afixos com função bloqueadora. Sendo elas /t/, /ty/, /c/, /qu/, /ć/, /q́u/, /b/ e /dy/, de forma que barrem a regra e a cadência não seja assimilada pelos afixos.
- -bin - de novo (reflexivo)

- jį’-jätyį-bin 'fazer um/alguém relaxar de novo'

A harmonia nasal e a assimilação vocálica, por vezes, podem acabar chocando-se na construção de verbos e palavras. Na ocorrência do caso, a assimilação vocálica é admitida como prioridade e transforma as vogais nasais em orais além da transformação da primeira vogal em /i/.
- ćǫjkä-te - 'alguém o cuida'

- q́uijka-sin’ - 'alguém nos cuida'

### Prosódia
A tonicidade e acentuação das palavras chimanés é feita e considerada de uma forma bastante simples. O uso do acento agudo, pontuando a tonicidade das sílabas, é utilizado, geralmente, na primeira sílaba das palavras e, caso sejam uma palavra extensa, aplicada também na terceira sílaba.
- tyáṕ-ye-té - 'alguém pega ele'

- tyáṕ-ye-tyé-te - 'alguém pega algo dele'

Existem uma variação quanto ao uso de prefixo nos verbos e nomes, o qual pontuará a primeira sílaba após o sufixo.
- ji’-ćháeyiti - 'estudar'

- ćhi-míya’ - 'no mesmo lugar'

Além do uso padronizado da primeira e terceira sílaba, algumas palavras chimanés apresentam um padrão próprio, podendo pontuar sílabas divergentes do costume.
- caríj - 'duro, difícil'

- yoshropái - 'obrigado'

E, por fim, ao utilizar sufixos nas palavras, é preservado o padrão de pontuação ou da palavra pré-sufixo.
- fárdj-yi-ti - 'nós deixamos ele'

## Ortografia

### História da ortografia
Em toda a história chimané, foram propostos, por Wayne Gill e Colette Grinevald, dois sistemas de escrita para o povo tsimané. Cronologicamente, Gill desenvolveu, no início dos anos 80, um sistema de escrita baseado na ortografia espanhola para o povo chimané, mas adaptado pelo chimané para conter sons que não existem no espanhol, como as vogais nasais e consoantes aspiradas e palatalizadas. A recepção desse sistema de escrita foi deferido pela comunidade chimané e, até os dias de hoje, é adotado nas escolas chimanés.
O sistema de escrita desenvolvido pela linguista francesa Colette Grinevald, em 1996, como parte de um projeto da linguista para, após o estudo das línguas da região, incluindo o chimané e mosetén, produzir um alfabeto comum a todas as línguas bolivianas das terras baixas. Grinevald optou por não adaptar o alfabeto espanhol no desenvolvimento de seu sistema de escrita e, após concluir seu projeto, propôs um alfabeto único para a família mosetena. Os moseténs, juntamente com os falantes dos dialetos de mosetén de Santa Ana e Covendo, optaram pelo alfabeto de Grinevald, enquanto os chimanés optaram pelo sistema de Gill por já terem jovens alfabetizados nesse alfabeto à época e não se sentirem representados pela unificação proposta por Grinevald.

### Alfabeto
O alfabeto chimané é composto por 40 letras, sendo 29 consoantes e 6 pares vocálicos, ou 12 vogais. As vogais e consoantes que não estão presentes no espanhol, vogais nasais e consoantes aspiradas/palatilizadas, são marcadas com diacríticos. Os fonemas vocálicos /ɨ/ e /ɘ/, assim como suas formas nasais, estão representados, respectivamente, pelas letras /u/ e /ä/. Não são indicadas acentuações no alfabeto de Gill, apenas nas composições de palavras (ou morfemas) e distinção de ambiguidade.

### Consoantes
| Letra  | Fonema | Aproximação no Português                |
| ------ | ------ | --------------------------------------- |
| p      | /p/    | Peixe                                   |
| t      | /t/    | Montanha                                |
| ty     | /tʲ/   | Grátis                                  |
| c / qu | /k/    | Cor                                     |
| '      | /ʔ/    | Oh-oh (comprimento silábico)            |
| ṕ      | /pʰ/   | Pack (em inglês)                        |
| ć / q́u | /kʰ/   | Kiss (em inglês)                        |
| b      | /b/    | Banco                                   |
| d      | /d/    | Dar                                     |
| dy     | /dʲ/   | Rádio                                   |
| f      | /f/    | Feira                                   |
| s      | /s/    | Sabiá                                   |
| sh     | /ʃ/    | Cacho                                   |
| j      | /x/    | Arrasto                                 |
| j      | /h/    | Carro                                   |
| ts     | /ts/   | Participação                            |
| ćh     | /tʃ/   | Presente                                |
| tś     | /tsʰ/  | Democratizar (pronúncia cortando o /i/) |
| ch     | /tʃʰ/  | Sem correspondência                     |
| m / m' | /m/    | Molengo                                 |
| n / n' | /n/    | Norte                                   |
| ñ      | /ɲ/    | Manhã                                   |
| r      | /r/    | Buraco                                  |
| v      | /ʋ/    | Verdade                                 |
| y      | /j/    | Raio                                    |

### Vogais
| Letra | Fonema | Aproximação no Português |
| ----- | ------ | ------------------------ |
| i     | /i/    | Hiato                    |
| į     | /ĩ/    | Indígena                 |
| e     | /e/    | Mesa                     |
| ę     | /ẽ/    | Venha                    |
| a     | /a/    | Casa                     |
| ą     | /ã/    | Encantamento             |
| ä     | /ə/    | Duh (interjeição)        |
| ą̈     | /ə̃/    | Hangar                   |
| u     | /ɨ/    | Alaúde                   |
| ų     | /ɨ̃/    | Round (em inglês)        |
| o     | /o/    | Dois                     |
| ǫ     | /õ/    | Dispõe                   |

## Gramática
A gramática chimané é composta por alguns empréstimos do espanhol e outras línguas na sua composição. As classes gramaticais chimanés são definidas e diretas e tem o uso de clíticos, reduplicação e afixos como características predominantes.

### Pronomes
O chimané apresenta pronomes pessoais, possessivos, demonstrativos, interrogativos, indefinidos, reflexivos e recíprocos em seu sistema morfológico. Apresentando morfemas expressivos delimitando sentido e o recorrente processo de termos cliticizados em todas as classificações de pronomes.

#### Pronomes pessoais
O chimané apresenta 8 pronomes pessoais, sendo eles 4 singulares e 4 plurais subdivididos em três pessoas, característica similar ao português.
|                  | Chimané | Português   |
| ---------------- | ------- | ----------- |
| 1° Pessoa SG     | yu      | eu          |
| 2° Pessoa SG     | mi      | tu / você   |
| 3° Pessoa SG (M) | mu'     | ele         |
| 3° Pessoa SG (F) | mo'     | ela         |
| 1° Pessoa PL     | tsun    | nós         |
| 2° Pessoa PL     | mi'in   | vós / vocês |
| 3° Pessoa PL (M) | mu'in   | eles        |
| 3° Pessoa PL (F) | mo'in   | elas        |

Os pronomes pessoais podem ser utilizados também para classificar verbos na forma de sufixo. É utilizado um único pronome, seja da 1° ou 2° pessoa, nos verbos normalmente, mesmo como sujeito ou objeto da sentença.
- bä’-i-tsun ǫi-chę aca'- 'costumávamos viver nesta casa'

#### Pronomes demonstrativos
O chimané apresenta dois pronomes demonstrativos, um para cada gênero, utilizados sozinhos ou acompanhados a algum termo adverbial normalmente de forma prefixal.
|           | Chimané | Português |
| --------- | ------- | --------- |
| Feminino  | ǫi      | esta      |
| Masculino | uts     | este      |

A utilização pode ser direta ou acompanhada.
- bä’-i-tsun ǫi-chę aca' - 'costumávamos viver nesta(em + esta) casa'
- uts múdyin - 'este dente'

#### Pronomes possessivos
A morfologia chimané não apresenta pronomes possessivos enquanto partículas específicas, mas utilizam os pronomes pessoais vinculando substantivos e marcadores expressivos à semântica de posse.
O uso dos marcadores sufixais de gênero se dividem em dois casos. A primeira é válida para o uso nos pronomes pessoais que terminem em vogal, yu e mi, sendo eles -ty (masculino) e -s (feminino). O segundo caso é válido para os pronomes pessoais que não terminam com vogal, sendo eles -tyi (masculino) e -si (feminino). Ambos marcadores podem preceder a classificação de um substantivo que apareça posteriormente além da função de qualificar o pronome.{{HarvRef|Gill|1999|p=2}
- yu-si ném - 'minha(eu + marcador de gênero feminino) língua'
- ṕeyacdye’-tsun - 'nosso(s) relato(s) antigo(s)'

#### Pronomes interrogativos
Os pronomes interrogativos chimané são baseados em uma única partícula: ju(n') - 'como'. As diferentes formas de se utilizar o pronome interrogativo são associando à partícula ju(n') de modo direto ou indireto aos demais termos ou clíticos existentes na gramática chimané, com exceção das partículas tyi/si - 'quem' e a jedye - 'o que'.
|                  | Chimané | Português               |
| ---------------- | ------- | ----------------------- |
| Plural (M)       | jun'tyi | quantos                 |
| Plural (F)       | jun'si  | quantas                 |
| Singular         | jun'chę | quanto                  |
| Singular         | jun'qui | qual o tamanho / quanto |
| Plural Inclusivo | jun'tom | quantos                 |
| Singular (M)     | ju'ñity | qual                    |
| Singular (F)     | ju'ñis  | qual                    |

| Chimané  | Português                    |
| -------- | ---------------------------- |
| jun'ją   | vejamos se                   |
| jun'acbą | como poderia ser / como pode |

Os pronomes interrogativos são indicados preferencialmente no início das sentenças assim como nas demais línguas latinas.

#### Pronomes indefinidos
A gramática chimané apresenta os pronomes indefinidos como uma única partícula, o ćuį'. A partícula indefinida aparece normalmente no final de termos nominais para formas pronomes indefinidos.
- ju'nis ćuį' - 'qualquer coisa' (F)
- ju'ñity ćuį' - 'qualquer coisa' (M)

#### Pronomes negativos
Os pronomes negativos são adicionados precedendo os elementos pronominais de forma excepcional. A gramática chimané apresenta um único elemento pronominal, o jam.
- jam jun' - 'nada'
- jam jetye - 'nada'

#### Pronomes reflexivos
Os pronomes reflexivos chimanés são divididos em duas vertentes: -ti (singular e plural) / -tića' (1° pessoa do plural) e ćuį'. Os elementos reflexivos são adicionados para dar ênfase em frases além da função semântica.
- ćuį-si ném - 'minha/sua/nossa própria língua'

- Sobaqui' mo' mochti' - 'ela viajou muito longe' (intensificação de moch - 'longe')

- Sobaca' tsun, mochtića' tsun - 'nós viajamos muito longe' (intensificação de moch - 'longe')

- mo' nash tątsjiti' unya' - 'ela se cortou na mão'

#### Pronomes recíprocos
Os pronomes recíprocos chimanés têm como suas duas partículas pronominais o -ti (singular e plural) e o -tića' (1° pessoa do plural). São inseridos normalmente ao final dos elementos para construção de sentido.
- jam ma'je' ñibe'jiti in - 'eles não ajudam, nos ajude' (eu e você)

- jam ra' jun'tica' ćui' fáquitića' - 'não vamos fazer para a gente, chatei-se da gente'

### Substantivos
Os substantivos no chimané são utilizados nas sentenças nominais como núcleo da frase. O substantivo pode aparecer usualmente em sua forma padrão ou adicionado por marcadores como sufixos e prefixos que alteram as propriedades daquele substantivo. Os marcadores podem ser de gênero, número, posse, nominalização e grau.

#### Marcadores de gênero
Os marcadores de gênero no campo de substantivos funcionam como acessórios ao substantivo em forma de prefixo, anexados ao substantivo, pronomes, verbos e advérbios precedidos. Os principais marcadores são o -tyi' e -si, sendo eles o marcador masculino e feminino respectivamente.
Podem ser utilizados pronomes possessivos em verbos precedidos para marcar o gênero do substantivo antecipadamente. O chimané apresentava gênero misto antes do contato com o espanhol e ter recebido empréstimos linguísticos, o qual é utilizado até hoje como o pronome pessoal feminino mo'in - 'elas'. A única exceção presente no chimané para a marcação de gênero está presente nas palavras soñi - 'homem' e ṕen - 'mulher'.
- mo'ya - 'lá está' (pronome pessoal feminino anexado ao verbo)

- mu'ya - 'lá está' (pronome pessoa masculino anexado ao verbo)
- nanasi' - 'garota'
- nanatyi' - 'garoto'

#### Marcadores de número
Os marcadores de número existentes no chimané podem ser admitidos de três formas diferentes para distinguir o plural do singular. A primeira forma de distinção é feita através do clítico -in, adicionado ao final dos substantivos para atribuir sentido plural.
- aca'-in - 'casas'

- son-in - 'troncos'

A segunda maneira de atribuir o plural a um substantivo ocorre através de um processo de reduplicação nominal, ou seja, o anexo do mesmo substantivo em forma de clítico. A reduplicação causa um efeito concreto de pluralidade ao substantivo analisado na construção frasal.
- jedye'-jedye' - 'coisa-coisa' ou 'várias coisas'
- oñé-oñé - 'água-água' ou 'muita água'

A terceira forma de atribuir o sentido plural  é precedendo um numeral ao substantivo. No entanto, caso o plural não seja o foco da construção nominal o substantivo não contrai para sua forma plural, preservando o singular e subentendendo o sentido.
- Mi' tä'-ts-e-' son mǫtǫ-yą' - 'ele corta árvores com uma motosserra'

#### Marcadores de posse
Os marcadores de posse existentes no chimané são baseados em duas partículas de gênero: -tyi' e -si. As partículas são adicionadas unidas a nomes que estão precedendo substantivos a fim de atribuir o sentido de posse aos sujeitos. O uso do -tyi' é aplicado a substantivos masculinos finalizados em consoante, já o -ty aos finalizados em vogal. O uso do -si ocorre em substantivos femininos finalizados em consoante, já o -s nos finalizados em vogal.
- Isidoroty covamba - 'canoa de Isidoro'

- Victortyi' covamba - 'canoa de Victor'

- Júlias aca' - 'casa de Júlia'

- Vênusi' aca' - 'casa de Vênus'

#### Marcadores de nominalização
O processo de nominalização ocorre através da partícula específica -dye', a qual tem a função de converter verbos intransitivos em nomes, e das partículas de gênero -tyi' e -si a fim de designar gênero à palavra nominalizada.
- bä-e-dye’ - 'povo' (bä - 'viver')

- carijtyaqui-tyi' - 'tabalhador' (carijtyaqui - 'trabalhar')

#### Marcadores de grau
Os marcadores de grau no chimané, ou seja, a classificação entre aumentativo e diminutivo, são caracterizados de diferentes formas para cada grau. A atribuição de sentido é considerada pela alteração das vogais presentes no substantivo de orais para nasais ou alteração de vogais no diminutivo.
- tipi - 'pedaço'

- tąpą - 'pedacinho'

O aumentativo na língua é marcado pela presença do prefixo chi-' - 'grande' anexado aos substantivos para atribuir o sentido.
- chį-chąn' - 'orelhas grandes'

- chį-chąn'-tyi' - 'homem de orelhas grandes/orelhudo'

#### Partículas associadas
As partículas associadas são acessórios anexados aos substantivos para adicionar valor de lugar às sentenças nominais em forma de clíticos ao final dos nomes.
| Chimané | Português                         |
| ------- | --------------------------------- |
| -ya'    | em, cerca de, em frente           |
| -ćan    | em, baixo                         |
| -ve     | rio abaixo, detrás, ao outro lado |
| -che'   | em, em cima, acima, rio acima     |
| -mun    | entre, com                        |
| -vun    | apenas falta um                   |

### Verbos
Os verbos são marcados por processos únicos e distintos das demais classes gramaticais, sendo caracterizados pela referência cruzada e marcas de derivações verbais. Os verbos são classificados em duas categorias: transitivos e intransitivos. Podem receber marcadores verbais para garantir sentidos diversos ao verbo, como a questão temporal, além das duas classificações.

#### Referência cruzada
Essa tecnologia adotada na gramática chimané é utilizada para se realizar a ligação requisitada entre o sujeito e o objeto nos verbos transitivos e intransitivos. As ligações funcionam através de partículas específicas com foco no gênero e pronome pessoal em questão do agente verbal e objeto.
Verbos Intransitivos
Os verbos são referenciados apenas pelo marcador de gênero e pessoalidade do sujeito por serem marcados pela ausência de objeto. O verbo em questão na tabela é carijtyaqui - 'trabalhar'.
|       | Sujeito Masculino | Sujeito Feminino |
| ----- | ----------------- | ---------------- |
| 1° SG | carijtyaqui       | carijtyaqui'     |
| 2° SG | carijtyaqui       | carijtyaqui'     |
| 3° SG | carijtyaqui       | carijtyaqui'     |
| 1° PE | carijtyaqui       | carijtyaqui      |
| 1° PI | carijtyaquija'    | carijtyaquija'   |
| 2° PL | carijtyaqui       | carijtyaqui'     |
| 3° PL | carijtyaqui       | carijtyaqui'     |

As alterações são descritas desta forma:
1. -ø - Masculino
2. -' - Feminino
3. -ja' - 1° Pessoa do Plural Inclusivo (desconsidera o uso de marcadores de gênero específicos)

A 1° Pessoa do Plural Inclusivo apresenta uma postura distinta nos campos gramaticais por ter sido um provável empréstimo linguístico.
Verbos Transitivos
Os verbos transitivos utilizam a referência cruzada por pedirem objeto, criando a ligação entre sujeito e objeto a partir  pronomes pessoais e gênero por meio de um sufixo para ser anexado aos verbos em todas as ligações.
| ObjetoSujeito       | 1° Pessoa Singular | 2° Pessoa Singular | 3° Pessoa Singular (M) | 3° Pessoa Singular (F) | 1° Pessoa Plural Exclusivo | 1° Pessoa Plural Inclusivo | 2° Pessoa Plural | 3° Pessoa Plural |
| ------------------- | ------------------ | ------------------ | ---------------------- | ---------------------- | -------------------------- | -------------------------- | ---------------- | ---------------- |
| 1° Singular         |                    | -ye                | -te                    | -e' / -i'              |                            |                            | -yac             | -csi / -csi'     |
| 2° Singular         | -ti'               |                    | -te                    | -e' / -i'              | -tića'                     |                            |                  | -csi / -csi'     |
| 3° Singular         | -in                | -in                | -te                    | -e' / -i'              | -in                        | -sin'                      | -nac             | -csi / -csi'     |
| 1° Plural Exclusivo |                    | -yac               | -te                    | -e' / -i'              |                            |                            | -yac             | -csi / -csi'     |
| 1° Plural Inclusivo |                    |                    | -ja                    | -ja'                   |                            |                            |                  | -cse-ja'         |
| 2° Plural           | -tića'             |                    | -te                    | -e' / -i'              | -tića'                     |                            |                  | -csi / -csi'     |
| 3° Plural           | -in                | -in                | -te                    | -e' / -i'              | -in                        | -sin'                      | -nac             | -csi / -csi'     |

Podendo ser aplicada no seguinte exemplo:
- cave-ja - 'nós o vimos'
- yu nash ji'mincate mu' covamba - 'eu vendi a canoa'

Existem alguns verbos, como o ya'ij - 'comprar', que não aceitam os sufixos de transitividade, atuando como um verbo intransitivo.
- yu nash ya'ij mu' covamba - 'eu comprei a canoa'

#### Predicado complexo
Os verbos da língua chimané utilizam de um predicado complexo por não conterem o modo infinitivo(comer, dançar, cantar) a partir de dois verbos para criar um sentido similar ao infinitivo e ambos verbos serem conjugados.
- yu ma'je' vorjeyac - 'eu quero conhecer você'

#### Verbos reflexivos
Os verbos reflexivos são classificados e compostos pela presença dos sufixos específicos. Existe uma distinção de gênero e relacionada à 1° Pessoa do Plural Inclusivo assim como nos demais principais casos verbais. O sufixo para o masculino é o -ti, já para o feminino, o -ti', e o destinado para a 1° Pessoa do Plural Inclusivo é o -tića'.
- ji'jutyiti - 'eu, você, ele... descansamos'

- ji'jutyiti' - 'eu, você, ela... descansamos'

- ji'jutyitića' - 'nós descansamos/vamos descansar'

#### Verbos imperativos
O imperativo é marcado pela partícula -ra' ao final ou início dos verbos e pode ser classificado de duas formas: afirmativo ou negativo. A partícula -ra' é adicionada no final ou início dos verbos em afirmações, já na classificação negativa a partícula é adicionada apenas no início unida ao marcador negativo jam.
- pa're ra' ñibe'jete mi - 'dê as bananas dele'

- jam ra' ṕacje' - 'não corte isso (F)'

#### Verbos de probabilidade
A probabilidade está associada à partícula -ra' assim como no modo imperativo. A partícula é adicionada sempre posterior ao verbo da frase.
- ¿jana' ra' Victortyi' covamba? - 'Onde estaria a canoa de Victor?'

#### Reduplicação verbal
A reduplicação verbal é utilizada com finalidade de frequência, ou seja, a reduplicação tem função de repetir a ação daquele verbo no período de tempo da sentença por meio dos sufixos anexados.
- tsun jebetyete - 'eu como nesse lugar'

- tsun jebetyetyete - 'eu como frequentemente nesse lugar'

Outra forma de representar a reduplicação e o efeito dela é repetindo uma sílaba do verbo além do sufixo por inteiro.
- miqui - 'cortar'

- miquiqui 'cortar em pequenos pedaços'

#### Marcadores temporais
Os verbos da língua podem ser classificados de três formas quanto à sua temporalidade: passado, presente e futuro. A forma de representar o passado pode ser analisada através da partícula jiquej, utilizada para enfatizar o passado nas sentenças e mudanças e o contexto da oração no início das sentenças, sendo preciso interpretar o cenário e entonação para encontrar marcas do pretérito.
- ava' mu' monaquety jiquej quivij venchuban - 'o filho dele que estava desaparecido, no passado, retornou'
- chime' nash covamba mu'in penej jlquej - 'a canoa deles, no passado, também era uma jangada'

A maneira de representar o tempo presente não tem distinção por marcadores, ou seja, é representado na forma bruta das construções sem a necessidade de um marcador para frisar a temporalidade, apenas caso uma partícula seja utilizada apenas no tempo presente, mas com foco distindo da função temporal.
- jaabi' nash intsiij arosh yu - 'meu arroz ainda não está maduro'
- ¿ijuñis nómero ma'je' jimaća'? - 'qual número você quer que a gente cante?'

O modo de representar o verbo no futuro ocorre acompanhando o verbo antes ou depois dele através do marcador temporal -ra'. A partícula -ra' é aplicada como marcador de probabilidade e ordem além do marcador temporal futuro, sendo necessária a interpretação e contexto da aplicação frasal.
- a tyu' ra' Joban yu - 'eu vou agora'

- caqui ra' yu pe're - 'eu vou colher as bananas'

#### Verbo de estado
O verbo ser/estar é adicionado de forma subentendida nas orações e construções frasais, de forma que seja necessária a análise do conteúdo e contexto presente para identificar a presenta do verbo de estado.
- ¿jana' ra' Victortyi' covamba? - 'Onde estaria a canoa de Victor?' (não existe a presença escrita do verbo de estado)

### Sentenças
O chimané apresenta quatro principais tipos de sentenças: verbais, interrogativos, comparativas e negativas. Como também combinações de sentenças, que podem ser criados diferentes sentidos e focos à oração.

#### Sentença verbal
Sempre há a referência cruzada anexada a algum dos verbos nas sentenças verbais, de forma que possam existir sentenças com uma única palavra conectada a diferentes clíticos ou afixos.
- tyaj-ka-ksi’. - 'ela se encontra com eles'

A forma padrão de representar uma sentença verbal é pela ordem de alinhamento SV(O), ou seja, sujeito seguido de verbo e, por fim, o objeto da oração. Entretanto, a depender da construção da sentença, a ordem de alinhamento pode se alterar, como de exemplo, a ordem VS(O), ou seja, verbo seguido de sujeito justaposto ao objeto.

#### Sentença interrogativa
A sentenças interrogativas do chimané são representadas por meio de partículas e pronomes próprios para a distinção ser evidente além dos sinais gráficos específicos "¿...?", mas podendo ser classificadas com base na entonação da oração. Os dois marcadores utilizados para a classificação interrogativa são o ća' e -tin, como também podem ser enquadrados sozinhos os pronomes específicos na frase, tal qual o jedye' - ' o que'.
A partícula ća' é aplicada no sentido de pontuar a existência da classificação interrogativa na sentença, sendo aplicada no final das frases.
- ¿Jun' a ća? - 'Como isso será?'

- ¿Tyi a ća? - 'Quando isso será?'

A partícula -tin é utilizada para coroar o sentido de ação, ou seja, sentenciar o agente que é capaz de realizar a ação, sendo colocada anexada ao final do verbo.
- ¿Jedye' dash me' chipjetiñe'? - 'No que vocês atiraram?'

Os pronomes interrogativos podem aparecer isolados nas sentenças sem a necessidade dos clíticos e partículas do mesmo modo.
- ¿Jedyetuij dash atsij mi? - 'Você veio para que?'

#### Sentença comparativa
As sentenças comparativas da língua são compostas por dois sufixos para compreender o sentido: -yaij e -yai'. As duas partículas são aplicadas ao final dos substantivos ou verbos considerando qual classe gramatical está prevista a semântica comparativa.
- itśi'yai' oťo' - 'existem menos mosquitos (agora)'

- mu' ji'chiyacsi chijyaijtyi' in - 'ele ensina aos de maior nota (àqueles que sabem mais)'

Existe uma forma de aplicar o sentido comparativo em sentenças negativas utilizando as partículas dam' e dadam' além dos sufixos padrões. As partículas dam' e dadam' podem aplicar um efeito similar às construções 'ainda mais', 'ainda melhor' e 'ainda menos'.

#### Sentença negativa
As sentenças negativas podem ser representadas por diferentes partículas, que expressam sentidos além da negação do conteúdo frasal. As partículas utilizadas na comunicação são jam e itśi' , ambas com função negação à construção da oração.
- ¿Jedye' m'je um? - Jam - 'O que você quer? - Nada'

As sentenças podem ser marcadas além das partículas jam e itśi' pela presença dos articuladores jedye-dye - 'não, nem tudo, nem um pouco', jun'dyem' - 'negativa enfatizada', juna'dyem' - 'expressão para descrença' e jun' da bo (o) - 'maneira sutil de informar negação'.
- Jedye'dye samaij - 'Nós não ficamos totalmente molhados'

- jun'dyem' dacte - 'Não encontrei(amos) ele'

- Där vänäij juna'dyem' me' yi - 'Isso é uma grande mentira, não é assim!'

#### Voz passiva
A voz passiva pode ser representada por meio de três principais marcadores: ji', -ti e -c. Os marcadores de voz passiva podem ser anexados ao início ou final de substantivos e verbos.
- jibitis - 'alimento o qual foi comido'

- jeamoñe' ji'cavitića' doctorya' - 'é preciso que nós sejamos vistos pelo doutor'

- ¿Jam adac tyec ojñi? - 'Essa água não seria tomável?'

#### Marcadores de foco
Existem partículas, normalmente as que mais são aplicadas nas sentenças, com função de ênfase, o que limita a possibilidade de ambiguidade acerca da interpretação e classificação de sentenças.
Pode-se analisar a presença dos marcadores de foco nos exemplos a seguir:
| Chimané                     | Português                                          |
| --------------------------- | -------------------------------------------------- |
| ćoshva'joi' na mo' jäye' yu | Minha neta estava dormindo (continuidade da ação)  |
| Añei' na jiquej óćan.       | Acabou chovendo aqui (temporalidade)               |
| Yu ra' ćocte                | Vou visitar ele (ação de ir)                       |
| aty räj tsacjise in         | A arma estava toda quebrada (ação não presenciada) |
| fetsecjoi' ta'              | A casca quebrou (ação sem influência externa)      |

### Empréstimos do espanhol
A língua chimané adotou algumas palavras e alterou a pronúncia delas para possibilitar o encaixe e sincronia com o alfabeto fonético próprio, mesmo sendo independente do espanhol.
Alguns exemplos podem ser compreendidos:
|                 | Chimané  | Espanhol          |
| --------------- | -------- | ----------------- |
| Pilha           | píra     | pila              |
| Quilo           | quíro    | kilo              |
| Bola            | peroťa   | pelota            |
| Papel           | paper    | papel             |
| Brincar de bola | peroťaij | jugar a la pelota |

### Onomatopeias
A gramática chimané apresenta onomatopeias em sua composição frasal.
- tijjeyaqui - 'acertar uma flechada/flechar' (som)

- tocjeyaqui - 'quebrar algo' (som)

- shincavavaj - 'coachar/som emitido pelo sapo' (som)

## Vocabulário
O vocabulário chimané é aplicado em diferentes campos semânticos e léxicos, abarcando palavras específicas com e sem a necessidade do uso integral de clíticos a fim de gerar sentido. Oss casos do dia-a-dia estão, normalmente, relacionados à vida comercial, retrato do contato com o Rio Maniqui e agricultura tradicional.

### Exemplo de texto curto
| Chimané                            | Português                                     |
| ---------------------------------- | --------------------------------------------- |
| A tyu' tabedye' tui' tsun.         | Nós estamos trazendo peixe agora.             |
| ¿Jana' ca' jäquem tabedye'?        | Onde você conseguiu o peixe?                  |
| Oij tabedye' tsique'cansi'.        | Esse peixe veio da lagoa.                     |
| Yu ma'je' ñibe'jeye tabedye' dam'. | Eu quero te presentear com um pouco de peixe. |
| Judye' yoshoropaij.                | Legal, muito obrigado.                        |
| ¿Jana' bura' titso'je'?            | Onde eu posso pegá-lo?                        |
| Ocan yúsi'ćan aca' jäm'.           | Aqui em minha casa, seria legal.              |

| Chimané                                | Português                                                           |
| -------------------------------------- | ------------------------------------------------------------------- |
| Yómoi' Señor, sóbaqui tsuń.            | Boa tarde, senhor. Vinhemos visitá-lo (contexto em loja comercial). |
| Yómoi' tyä, sisvac ä.                  | Boa tarde, entrem.                                                  |
| ¿Mo'ya' adac yovi'?                    | Tem anzóis?                                                         |
| Mo'ya'. ¿Ma'je' ya'ij mi'in?           | Tem sim. Vocês querem comprar?                                      |
| Tsuń nash ma'je'. ¿Juñucsi'che' ya'i'? | Queremos sim. Quanto custam?                                        |
| ¿Ju'ñis ma'je' um?                     | Qual delas vocês querem?                                            |
| Méquis nash ma'jeij.                   | Quero como essa. (Sinalização visual)                               |
| Oij nash jijcai' pärä' peso.           | Irão custar dois pesos.                                             |
| Yu ra' ya'ij ćanam'.                   | Irei comprar cinco.                                                 |
| Judye'.                                | Certo.                                                              |

### Expressões do dia-a-dia
| Chimané               | Português                  |
| --------------------- | -------------------------- |
| naijoi'               | bom dia                    |
| yómoi'                | boa tarde                  |
| quichćanjoi'          | boa noite                  |
| judye'                | certo / tudo bem           |
| yoshoropaij           | obrigado                   |
| ¿Jana' ra' ... quia'? | Onde ... deve estar agora? |

### Numeração
O sistema de numeração da língua pode ser elencado de suas formas: numeração cardinal e ordinal.
| Chimané               | Português |
| --------------------- | --------- |
| yiri -ty / -s         | um / uma  |
| yiri'                 | um        |
| pärä'                 | dois      |
| chlbin                | três      |
| vajpedye'             | quatro    |
| ćanam'                | cinco     |
| jäbän                 | seis      |
| yävätidye'            | sete      |
| quenćan               | oito      |
| araj tac              | nove      |
| yiri' tac             | dez       |
| yiri' tac yiris jiyi' | onze      |
| pärä' qui' tac        | vinte     |
| chibin qui' tac       | trinta    |
| araj tac qui' tac     | noventa   |
| yiri' cien            | cem       |
| pärä qui' cien        | duzentos  |
| yiri' mir             | mil       |
| pärä qui' mir         | dois mil  |

| Chimané       | Português |
| ------------- | --------- |
| yiri'-yi'si'  | primeira  |
| yiri'-yityi'  | primeiro  |
| pärä-yi'si'   | segunda   |
| pärä-yityi'   | segundo   |
| chibin-yi'si' | terceira  |
| chibin-yityi' | terceiro  |

### Animais
| Chimané | Português      |
| ------- | -------------- |
| ococo   | sapo           |
| uva'    | arara          |
| äbäbä'  | cururu         |
| avaro'  | papagaio       |
| achuj   | cachorro       |
| isbara' | mico           |
| óto     | capivara       |
| óya     | minhoca        |
| urube   | bicho-preguiça |
| ätyäña  | joaninha       |
| meme'   | tartaruga      |
| sucyi   | gato           |

### Declaração Universal dos Direitos Humanos
As Nações Unidas redigiram, dentre as 301 línguas e dialetos, a Declaração Universal dos Direitos Humanos em chimané. Está sendo representado o primeiro artigo da declaração em português e chimané na tabela a seguir:
| Chimané | Português |
| --- | --- |
| Yiri'-yityi' Räj mun'tyi' naeja' vaj cäts vajo'meja'dye, tupujdyi'jyeja junchuc ra' chijoj coja' jemoñe' jäm jitica'cuitsun judyeya' yoctyi'tum in. | Primeiro Todos os seres humanos nascem livres e iguais em dignidade e em direitos. Dotados de razão e consciência, devem agir uns para com os outros em espírito de fraternidade. |

## Menções
A língua chimané foi citada no documentário "Los Antiguos", produção desenvolvida pelo Gran Consejo Tsimane', publicado como material público no acervo da UNESCO.